# Cricotopus dubiosus
Cricotopus dubiosus är en tvåvingeart som först beskrevs av Jean-Jacques Kieffer 1921.  Cricotopus dubiosus ingår i släktet Cricotopus och familjen fjädermyggor.
Artens utbredningsområde är Polen. Inga underarter finns listade i Catalogue of Life.